# Rombly
Pour l’article homonyme, voir Rombly (homonymie).
Rombly est une commune française située dans le département du Pas-de-Calais en région Hauts-de-France. Ses habitants sont appelés les Romblyens ou Ruméliens. La commune est membre de la communauté d'agglomération de Béthune-Bruay, Artois-Lys Romane.

## Géographie

### Localisation
Localisée dans l'est du département du Pas-de-Calais, Rombly est une commune rurale située, à vol d'oiseau, à 5 km au sud de la commune d'Aire-sur-la-Lys (aire d'attraction) et à 19 km au nord-ouest de la commune de Béthune (chef-lieu d'arrondissement).
Le territoire de la commune est limitrophe de ceux de quatre communes.
Les communes limitrophes sont Mazinghem, Linghem, Norrent-Fontes et Quernes.

### Géologie et relief
La superficie de la commune est de 1,15 km2 ; son altitude varie de 26  à   56 mètres.

### Hydrographie
La commune, située dans le bassin Artois-Picardie,est, selon le Service d'administration nationale des données et référentiels sur l'eau (Sandre), drainée par la Rivièrette ou Lys, cours d'eau naturel de 7,99 km, qui prend sa source dans la commune de Mazinghem et se jette dans le Guarbecque, au niveau de la commune de Guarbecque.

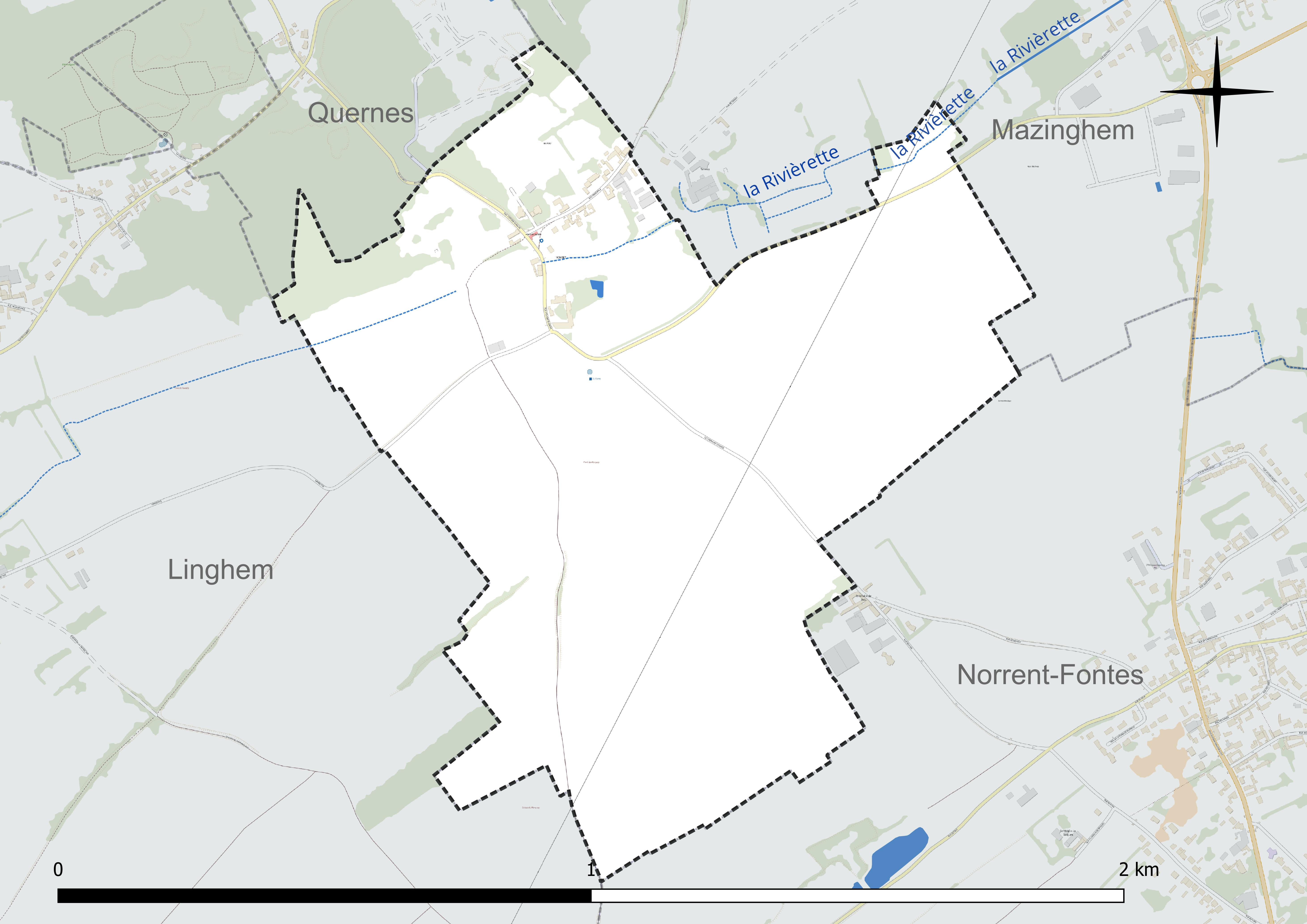
Réseau hydrographique de Rombly.

### Climat
Pour des articles plus généraux, voir Climat des Hauts-de-France et Climat du Nord-Pas-de-Calais.
En 2010, le climat de la commune est de type climat océanique dégradé des plaines du Centre et du Nord, selon une étude du Centre national de la recherche scientifique (CNRS) s'appuyant sur une série de données couvrant la période 1971-2000. En 2020, Météo-France publie une typologie des climats de la France métropolitaine dans laquelle la commune est exposée à un climat océanique et est dans la région climatique Côtes de la Manche orientale, caractérisée par un faible ensoleillement (1 550 h/an) ; forte humidité de l’air (plus de 20 h/jour avec humidité relative > 80 % en hiver), vents forts fréquents.
Pour la période 1971-2000, la température annuelle moyenne est de 10,4 °C, avec une amplitude thermique annuelle de 13,8 °C. Le cumul annuel moyen de précipitations est de 810 mm, avec 13,1 jours de précipitations en janvier et 8,5 jours en juillet. Pour la période 1991-2020, la température moyenne annuelle observée sur la station météorologique la plus proche, située sur la commune de Lillers à 8 km à vol d'oiseau, est de 11,1 °C et le cumul annuel moyen de précipitations est de 731,5 mm,. Pour l'avenir, les paramètres climatiques de la commune estimés pour 2050 selon différents scénarios d'émission de gaz à effet de serre sont consultables sur un site dédié publié par Météo-France en novembre 2022.

### Milieux naturels et biodiversité
L’Inventaire national du patrimoine naturel (INPN) recense plusieurs espèces faunistiques et floristiques sur le territoire de la commune dont certaines sont protégées et d’autres menacées et quasi-menacées.

## Urbanisme

### Typologie
Au 1er janvier 2024, Rombly est catégorisée commune rurale à habitat très dispersé, selon la nouvelle grille communale de densité à sept niveaux définie par l'Insee en 2022.
Elle est située hors unité urbaine. Par ailleurs la commune fait partie de l'aire d'attraction d'Aire-sur-la-Lys, dont elle est une commune de la couronne,. Cette aire, qui regroupe 15 communes, est catégorisée dans les aires de moins de 50 000 habitants,.

### Occupation des sols
L'occupation des sols de la commune, telle qu'elle ressort de la base de données européenne d’occupation biophysique des sols Corine Land Cover (CLC), est marquée par l'importance des territoires agricoles (97,4 % en 2018), une proportion sensiblement équivalente à celle de 1990 (96,8 %). La répartition détaillée en 2018 est la suivante : 
terres arables (97,4 %), forêts (2,6 %). L'évolution de l’occupation des sols de la commune et de ses infrastructures peut être observée sur les différentes représentations cartographiques du territoire : la carte de Cassini (XVIIIe siècle), la carte d'état-major (1820-1866) et les cartes ou photos aériennes de l'IGN pour la période actuelle (1950 à aujourd'hui).

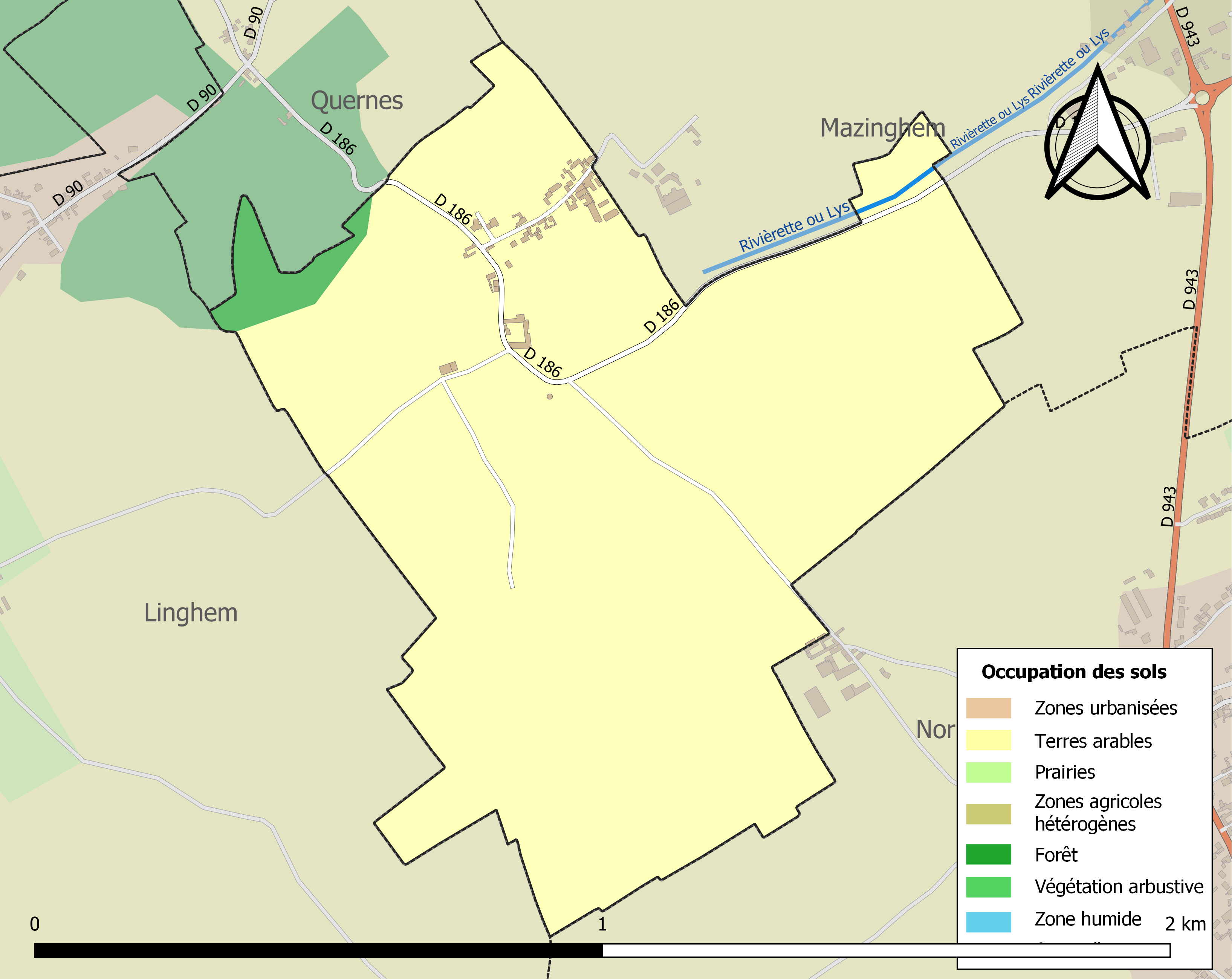
Carte des infrastructures et de l'occupation des sols de la commune en 2018 (CLC).

## Toponymie
Le nom de la localité est attesté sous les formes Rumbli en 1169 (cart. de Saint-Vaast, p. 94) ; Rombeli en 1354  (ch. d’Art., Ricouart, p. 660) ; Rombly au XVIIIe siècle ; Rombly en 1793 et depuis 1801.
D'après Maurits Gysseling, le nom viendrait d'un anthroponyme gallo-romain, Romilius.

## Histoire
D'après l'historien français Auguste de Loisne : « Rombly, en 1789, fait partie du bailliage d'Aire et suit la coutume d'Artois. Son église, d’abord diocèse de Thérouanne, doyenné d'Aire, puis diocèse de Boulogne, doyenné d'Auchy-au-Bois, secours de Linghem, était consacrée à saint Martin. »

## Politique et administration

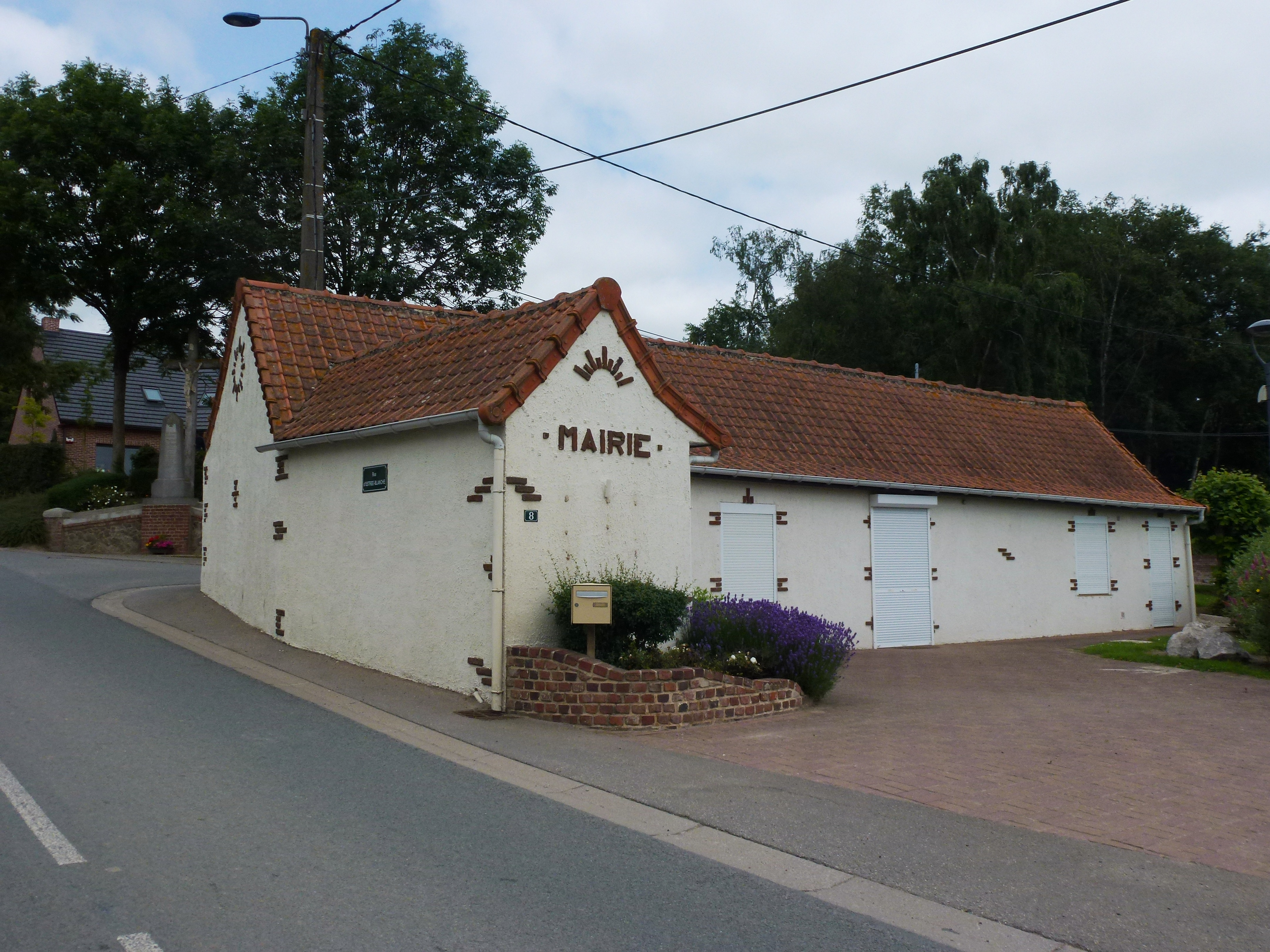
La mairie.

### Découpage territorial
La commune se trouve dans l'arrondissement de Béthune du département du Pas-de-Calais.

#### Commune et intercommunalités
La commune est membre de la communauté d'agglomération de Béthune-Bruay, Artois-Lys Romane qui regroupe 100 communes et totalise 275 327 habitants en 2021.

#### Circonscriptions administratives
La commune est rattachée au canton d'Aire-sur-la-Lys.

#### Circonscriptions électorales
Pour l'élection des députés, la commune fait partie de la huitième circonscription du Pas-de-Calais.

### Élections municipales et communautaires

#### Liste des maires
| Période                                  | Période                    | Identité       | Étiquette | Qualité                                                      |
| ---------------------------------------- | -------------------------- | -------------- | --------- | ------------------------------------------------------------ |
| Les données manquantes sont à compléter. |                            |                |           |                                                              |
| mars 2001                                | 2008                       | Thierry Colin  |           |                                                              |
| mars 2008                                | 2014                       | Dorothée Colin |           | Responsable commerciale France d’une multinationale émiratie |
| avril 2014                               | En cours (au 4 avril 2022) | Jasmine Loison |           | Assistante maternelle, Réélue pour le mandat 2020-2026,      |

## Population et société

### Démographie
Les habitants sont appelés les Romblyens ou Ruméliens.

#### Évolution démographique
L'évolution du nombre d'habitants est connue à travers les recensements de la population effectués dans la commune depuis 1793. Pour les communes de moins de 10 000 habitants, une enquête de recensement portant sur toute la population est réalisée tous les cinq ans, les populations de référence des années intermédiaires étant quant à elles estimées par interpolation ou extrapolation. Pour la commune, le premier recensement exhaustif entrant dans le cadre du nouveau dispositif a été réalisé en 2007.

En 2022, la commune comptait 50 habitants, en stagnation par rapport à 2016 (Pas-de-Calais : −0,72 %, France hors Mayotte : +2,11 %).
| 1793 | 1800 | 1806 | 1821 | 1831 | 1836 | 1841 | 1846 | 1851 |
| ---- | ---- | ---- | ---- | ---- | ---- | ---- | ---- | ---- |
| 37   | 42   | 60   | 80   | 77   | 82   | 91   | 106  | 96   |

| 1856 | 1861 | 1866 | 1872 | 1876 | 1881 | 1886 | 1891 | 1896 |
| ---- | ---- | ---- | ---- | ---- | ---- | ---- | ---- | ---- |
| 77   | 69   | 78   | 70   | 74   | 82   | 93   | 86   | 83   |

| 1901 | 1906 | 1911 | 1921 | 1926 | 1931 | 1936 | 1946 | 1954 |
| ---- | ---- | ---- | ---- | ---- | ---- | ---- | ---- | ---- |
| 95   | 93   | 89   | 92   | 86   | 74   | 66   | 71   | 70   |

| 1962 | 1968 | 1975 | 1982 | 1990 | 1999 | 2006 | 2007 | 2012 |
| ---- | ---- | ---- | ---- | ---- | ---- | ---- | ---- | ---- |
| 69   | 51   | 46   | 56   | 49   | 42   | 33   | 32   | 48   |

| 2017 | 2022 | - | - | - | - | - | - | - |
| ---- | ---- | - | - | - | - | - | - | - |
| 46   | 50   | - | - | - | - | - | - | - |

#### Pyramide des âges
En 2018, le taux de personnes d'un âge inférieur à 30 ans s'élève à 32,6 %, soit en dessous de la moyenne départementale (36,7 %). À l'inverse, le taux de personnes d'âge supérieur à 60 ans est de 28,3 % la même année, alors qu'il est de 24,9 % au niveau départemental.
En 2018, la commune comptait 23 hommes pour 23 femmes, soit un taux de 50,00 % de femmes, légèrement inférieur au taux départemental (51,50 %).
Les pyramides des âges de la commune et du département s'établissent comme suit.
| Hommes | Classe d’âge | Femmes |
| ------ | ------------ | ------ |
| 0,0    | 90 ou +      | 0,0    |
| 8,7    | 75-89 ans    | 13,0   |
| 21,7   | 60-74 ans    | 13,0   |
| 13,0   | 45-59 ans    | 30,4   |
| 21,7   | 30-44 ans    | 13,0   |
| 8,7    | 15-29 ans    | 17,4   |
| 26,1   | 0-14 ans     | 13,0   |

| Hommes | Classe d’âge | Femmes |
| ------ | ------------ | ------ |
| 0,5    | 90 ou +      | 1,6    |
| 5,6    | 75-89 ans    | 8,9    |
| 16,7   | 60-74 ans    | 18,1   |
| 20,2   | 45-59 ans    | 19,2   |
| 18,9   | 30-44 ans    | 18,1   |
| 18,2   | 15-29 ans    | 16,2   |
| 19,9   | 0-14 ans     | 17,9   |

## Culture locale et patrimoine

### Lieux et monuments
- Le monument aux morts et le calvaire. Le monument aux morts communal, du marbrier Ernest Rabischon d'Aire-sur-la-Lys, inauguré en 1921, commémore les victimes de la Première Guerre mondiale. En 1935, un calvaire est érigé derrière le monument[28].
- La chapelle Notre-Dame-de-Perpetuel-Secours. La commune n'a plus d'église depuis le début du XIXe siècle.
- L'oratoire de la Vierge.
- Le manoir, aussi appelé le château, qui se trouve à la fin de la rue Principale.

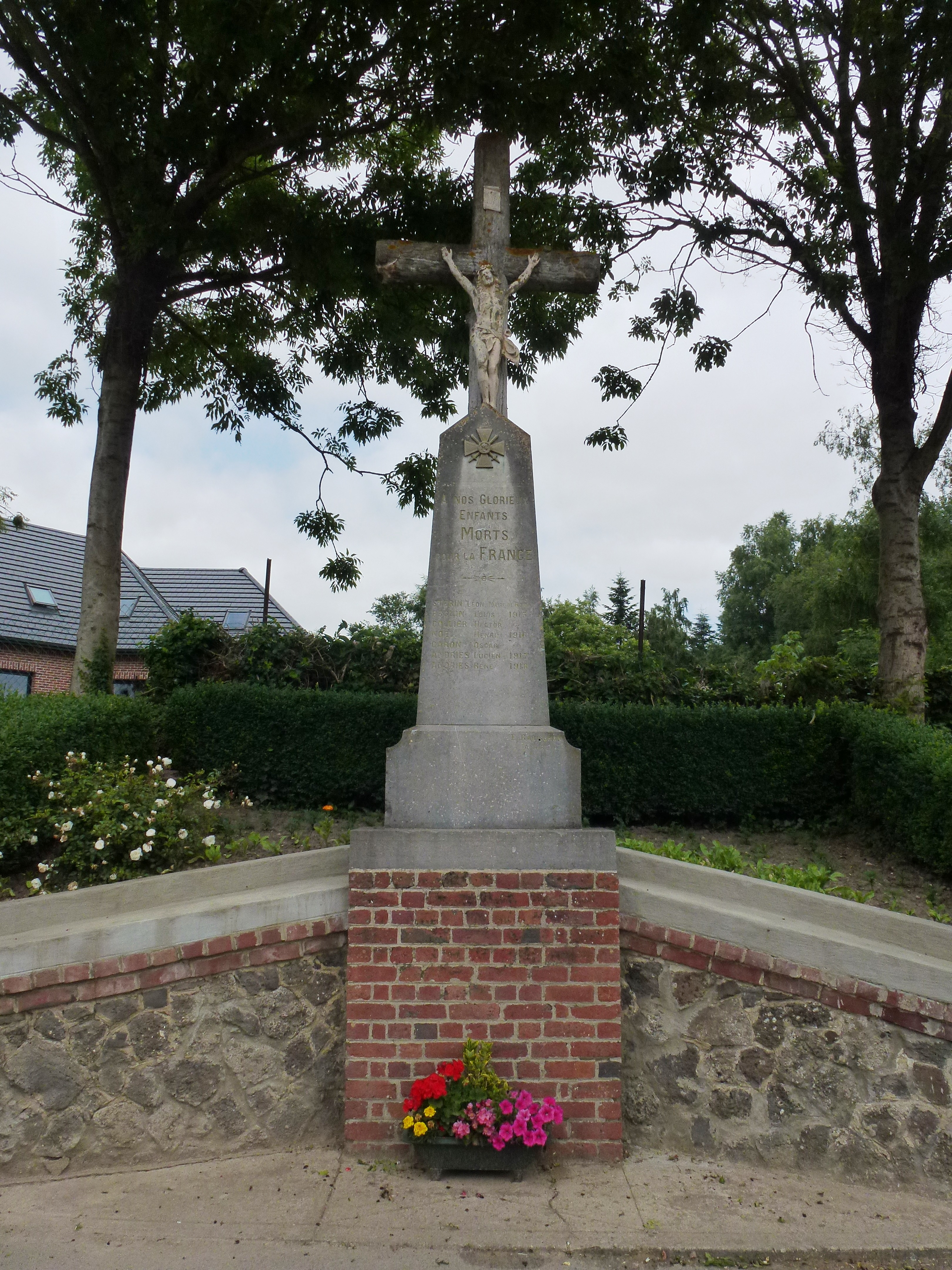
Le monument aux morts avec son calvaire.
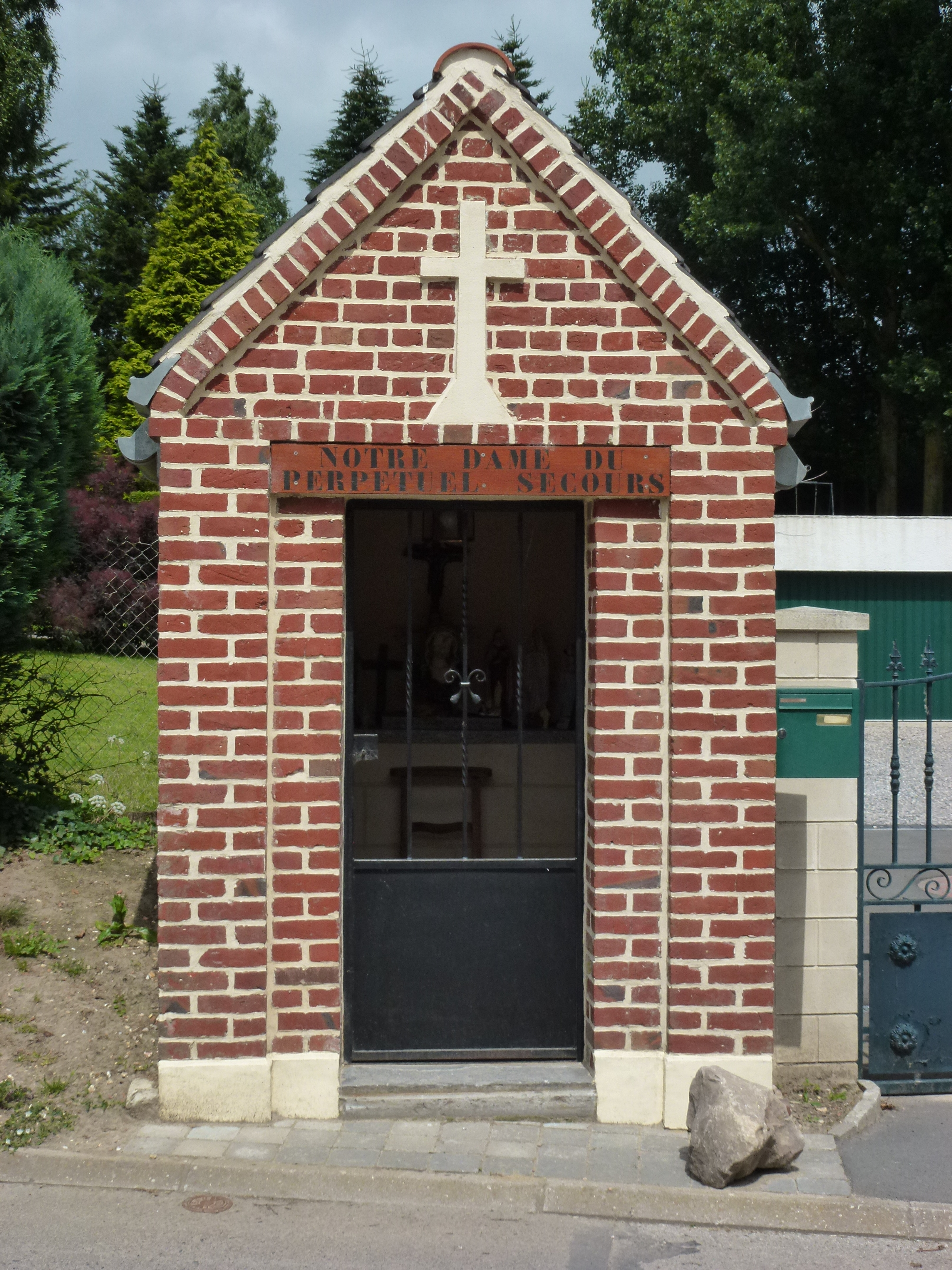
La chapelle Notre-Dame-de-Perpetuel-Secours.
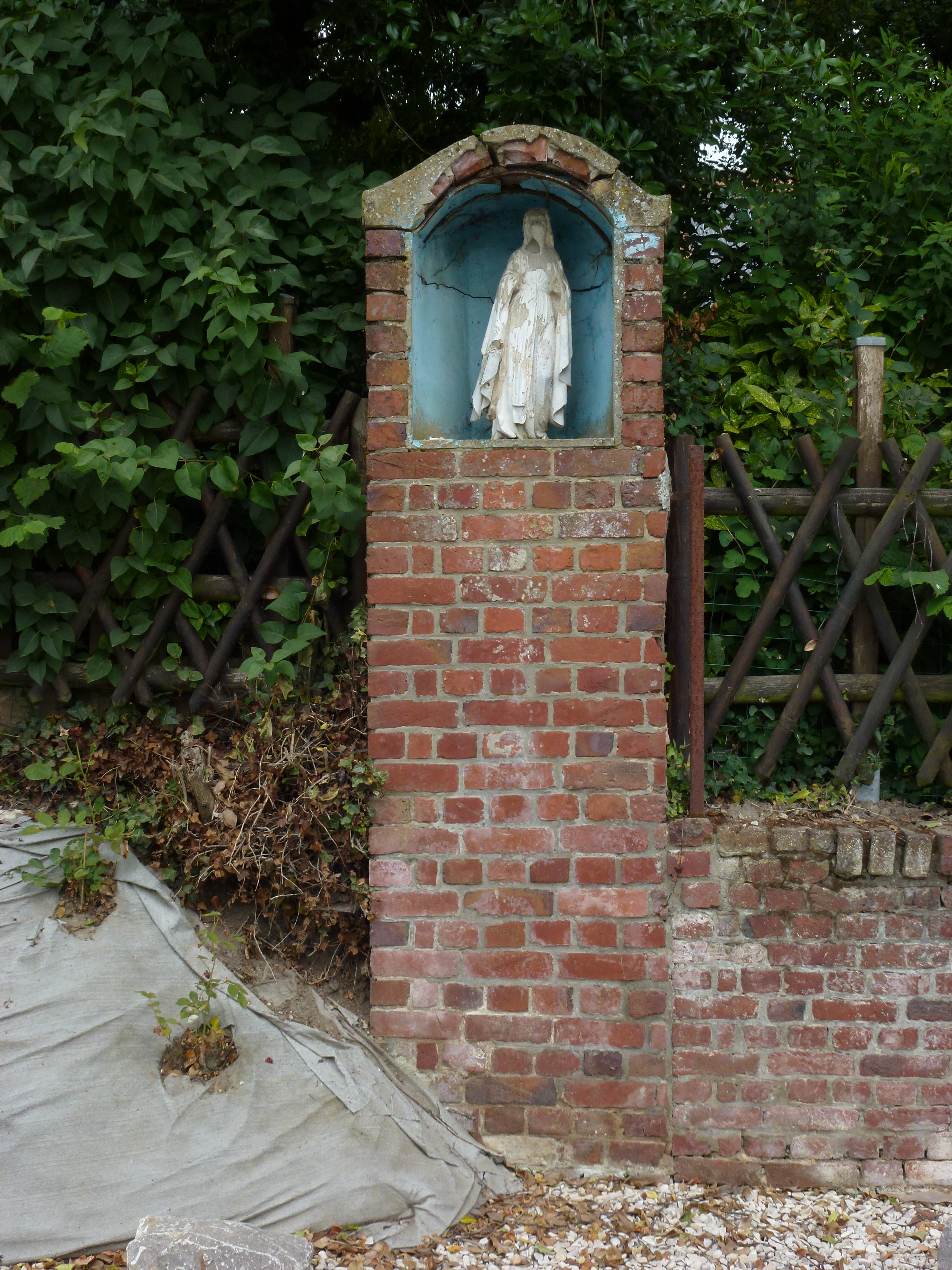
L'oratoire de la Vierge.
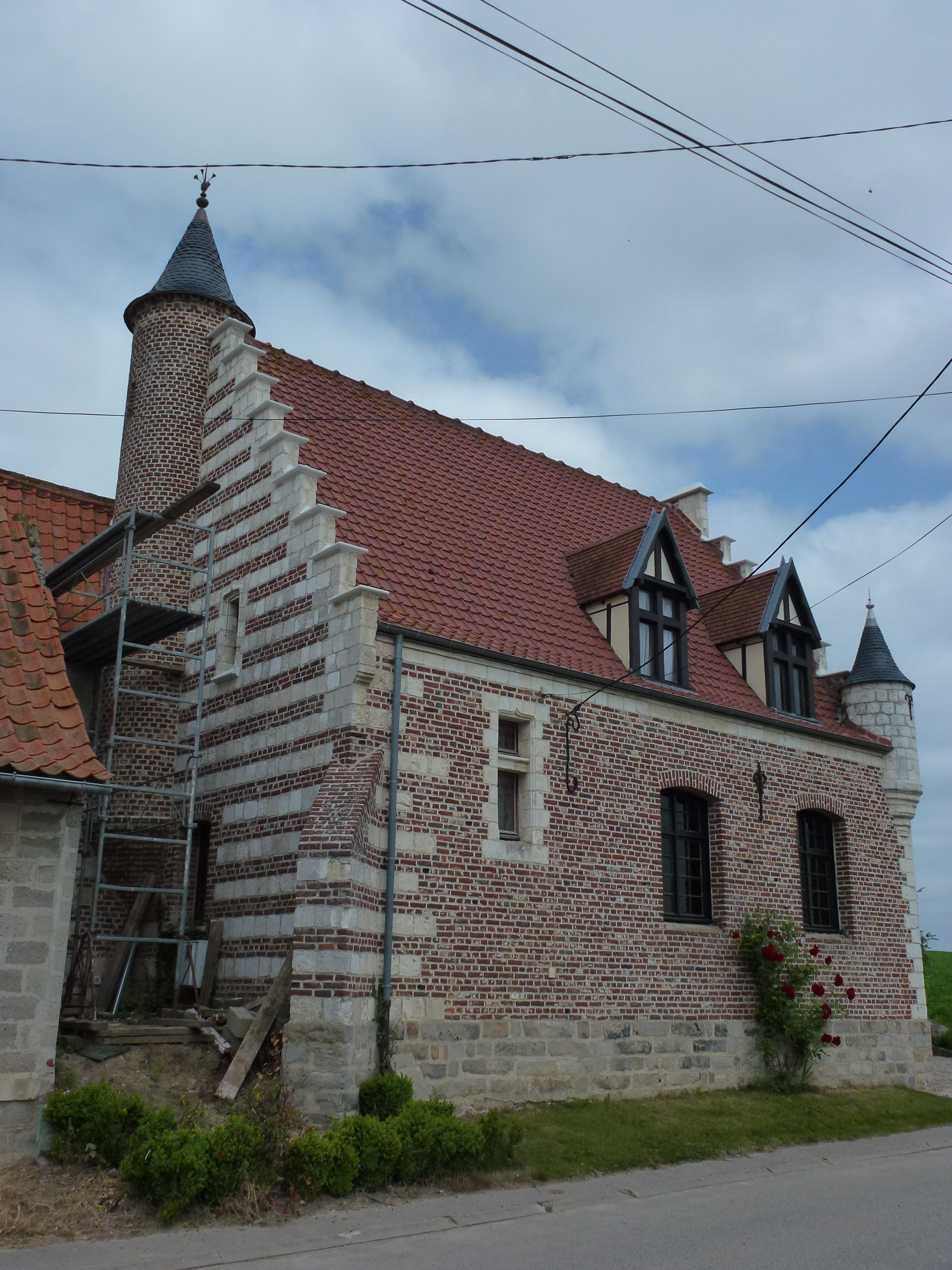
Le manoir.

### Héraldique
| Blason de Rombly | Blason  | D'argent à la barre de sinople, accompagnée en chef d'un casque romain contourné d'or, crêté de gueules et en pointe d'une fontaine couverte du même, maçonnée de sable, jaillissante d'azur; au canton senestre d'argent chargé d'un hanneton de sable posé en bande. |
| Blason de Rombly | Détails | Le statut officiel du blason reste à déterminer. |

## Pour approfondir

#### Bases de données, dictionnaires et encyclopédies
- Site officiel
- Ressources relatives à la géographie :   - Insee (communes)
  - Ldh/EHESS/Cassini
- Ressource relative à plusieurs domaines :   - Annuaire du service public français
- Notices d'autorité :   - BnF (données)